# Faunis niasanus
Faunis niasanus är en fjärilsart som beskrevs av Hans Fruhstorfer 1899. Faunis niasanus ingår i släktet Faunis och familjen praktfjärilar. Inga underarter finns listade i Catalogue of Life.